# Anomalopus
Anomalopus — рід сцинкоподібних ящірок родини сцинкових (Scincidae). Представники цього роду є ендеміками Австралії.

## Види
Рід Anomalopus нараховує 4 видів:
- Anomalopus leuckartii (Weinland, 1862)
- Anomalopus mackayi Greer & Cogger, 1985
- Anomalopus swansoni Greer & Cogger, 1985
- Anomalopus verreauxii A.M.C. Dumeril & A.H.A. Dumeril, 1851

## Етимологія
Наукова назва роду Anomalopus походить від сполучення слів дав.-гр. ανωμαλος — нерівний, неправильний і πους — стопа.